# Jastrzębce (województwo dolnośląskie)
Jastrzębce – wieś w Polsce położona w województwie dolnośląskim, w powiecie średzkim, w gminie Środa Śląska.

## Demografia
Wieś, licząca w marcu 2011 r. 467 mieszkańców, leży pomiędzy Środą Śląską a Malczycami.

## Podział administracyjny
W latach 1975–1998 miejscowość administracyjnie należała do województwa wrocławskiego.

## Krótki opis
Na terenie wsi znajdują się budynki byłego PGR-u.

## Zabytki
Do wojewódzkiego rejestru zabytków wpisany jest:
- dwór obronny, z 1561 r., wybudowany na planie litery "U", przebudowany w połowie XIX w. Kryty dachem czterospadowym, pokrytym dachówkami, w większości zniszczonym; ze ścianami szachulcowymi.

## Sport
We wsi działa klub piłkarski Pogoń Jastrzębce, który zrzesza młodzież. Klub założony został w 2008 roku. W swoim dorobku ma wygraną grupę średzką C-klasy w swoim pierwszym sezonie (2008/2009). Aktualnie występuje w III grupie wrocławskiej B-klasy. Największym osiągnięciem drużyny jest zajęcie w następnym sezonie (2009/2010) 4. lokaty. Do premiowanego awansem do klasy okręgowej miejsca zabrakło im tylko 2 pkt.